# Echinopsis sucrensis
Echinopsis sucrensis ist eine Pflanzenart aus der Gattung Echinopsis in der Familie der Kakteengewächse (Cactaceae). Das Artepitheton sucrensis verweist auf das Vorkommen der Art bei Sucre in der bolivianischen Provinz Oropeza.

## Beschreibung
Echinopsis sucrensis bildet in der Regel Gruppen. Die kugelförmigen bis kurz zylindrischen, graugrünen Triebe erreichen bei Durchmessern von 4 bis 7 Zentimetern Wuchshöhen von 3 bis 7 Zentimeter. Es sind etwa zwölf Rippen vorhanden, die in der Nähe des Triebscheitels scharfkantig und weiter unten gerundet sind. Die auf ihnen befindlichen grauen Areolen stehen eng beieinander. Aus ihnen entspringen hellgraue Dornen, die an ihrer Basis verdickt sind. Der einzelne, pfriemliche und abwärts gerichtete Mitteldorn ist 1,5 bis 2 Zentimeter lang. Die 14 bis 16 nadeligen Randdornen liegen an der Trieboberfläche an und weisen eine Länge von 0,8 bis 1,5 Zentimeter auf.
Die trichterförmigen, weißen Blüten erscheinen seitlich an den Trieben und öffnen sich in der Nacht. Sie sind bis zu 21 Zentimeter lang und besitzen einen Durchmesser von 10 Zentimetern.

## Verbreitung und Systematik
Echinopsis sucrensis ist im bolivianischen Departamento Chuquisaca bei Sucre in Höhenlagen um 2750 Metern verbreitet.
Die Erstbeschreibung durch Martín Cárdenas wurde 1963 veröffentlicht.
Gonzalo Navarro behandelte Echinopsis sucrensis 1996 als Synonym von Echinopsis huotii subsp. vallegrandensis.

## Nachweise